# Ян Конопка (барон)
Ян Конопка гербу Новина (1778—1843, або 1854) — австрійський зем'янин, дідич, підприємець польської національності, засновник лікувального закладу в Конопківці. Представник роду Конопок.

## Біографія
Народився в Біскупицях Велицького повіту (поблизу Кракова). Син Пйотра — галицького лицаря з 4 червня 1782 року, урядовця салін велицьких і бохенських, галицького барона з 1791 року, та його дружини Саломеї з Губіцьких гербу Корчак, доньки Міхала та Катажини з Попелів гербу Сулима. 
1801 pоку отримав від батька Микулинці з передмістями Воля Мазовецька і Воля Кривицька, яку перейменував на Конопківку. Також отримав села: Кривки, Людвіківка, Лучка, Ладичин з Волицею Ладичинською в Тернопільському повіті. В 1820-1822 роках в Конопківці сприяв відкриттю лікувального закладу на основі місцевої мінеральної (сірчаної) води (джерело відоме з 1647 року). Було збудовано лазні, дім здоров'я, інші будівлі. Заклад був єдиним на Поділлі того часу. 1828 року в Микулинцях заклав фабрику сукна в замку, яку через брак колії та транспортних проблем не змогли розвинути. Спровадив до Микулинців німецьких колоністів, дав їм ґрунти з наказом закладення господарств садово-варильних. Запровадив ярмарки коней та рогатої худоби. Спільно з дружиною заклав у місті мереживні майстерні, які залучили до праці багато працівників (виробляли мережива, які були популярними на Поділлі). 1833 року купив в Александра Цетнера Паликорови з прилеглостями (Бродівський повіт).
Був одружений з Юзефою Мьончинською — дочкою генерал-ад'ютанта королівської гвардії прибічної Юзефа та баронівни Маріанни фон Шенк-Штауффенберґ. 
Помер без дітей, мав вихованку — доньку коваля Гелену. По смерті між спадкоємцями відбувались судові суперечки через спадок, які були частковим тлом для сюжету комедії Александра Фредра «Вихованка».